# Меграб
Меграб (годы рож. и см. неизв.) — армянский князь Хачена XVI века. Представитель армянского княжеского рода Гасан-Джалаляны.
В 1533 году в период правления Меграба Хачен подвергся разорению войсками Османской империи. Упоминается в хронологии Ованеса как правитель Хачена в 1560 году. 
Дети: Джалал, Багдасар, Григорис, Ованес.
Сын Григорис был гандзасарским католикосом.